# Cártama
Cártama és un municipi d'Andalusia, a la província de Màlaga. Consta d'11 nuclis de població, tot destacant Cártama Pueblo, Estación de Cártama, El Sexmo, la Sierra de Gibralgalia, Loma de Cuenca, Nueva Aljaima, Ampliación de Cártama, etc.

## Economia
En l'actualitat és una ciudat perifèrica de la capital, i la seva economia es basava en el cultiu de cítrics, una gran empresa càrnia, una gran embranzida de les empreses de construcció iderivats, també existeix comerç local afavorit per la seva situació de cruïlla de camins.

## Història
Ciutat molt antiga que es remunta als fenicis, en l'antiguitat va tenir certa rellevància. Abunden les restes arqueològiques especialment romanes. Punt final del tram navegable del riu Guadalhorce. Va tenir un port fluvial en època romana. Hi ha restes d'un castell àrab.

## Cultura
La patrona del municipi és la Verge dels Remeis, situada en l'ermita del mateix nom, amb gran devoció entre els habitants. L'ermita de La nostra Senyora dels Remeis, a Cártama, és un excel·lent exemple d'imbricació social i religiosa que arrenca en els moments posteriors a la conquesta cristiana (1485), que se situen els llegendaris fets de la troballa de la Verge en el lloc, que es consolida definitivament quan sorgeix la advocación a La nostra Senyora dels Remeis, amb motiu de l'epidèmia de 1579, i que arriba fins a l'actualitat que la devoció roman viva i amb gran repercussió en la comarca. La festivitat, de La nostra Senyora dels Remeis se celebra en el mes d'abril.